# Meinarti
Meinarti, auch Mainarti; war eine Insel mit einem Dorf im Nil im Norden des Sudan. Die Reste einer nubischen Siedlung ab der meroitischen Zeit bis ins christliche Mittelalter wurden archäologisch erforscht, bevor die Insel in den 1960er Jahren im ansteigenden Nubia-See unterging.

## Lage
Meinarti lag direkt nördlich des 2. Katarakts wenige Kilometer flussaufwärts des sudanesischen Grenzortes Wadi Halfa. Wenig nördlich befand sich am westlichen Nilufer die heute ebenfalls überflutete altägyptische Siedlung Buhen.

## Geschichte und Ortsbild
Meinarti wurde von William Yewdale Adams 1962 bis 1964 ausgegraben und ist eine der am besten bekannten nubischen Siedlungen. 
Die älteste Besiedlung reicht bis in die späte meroitische Zeit um 300 n. Chr. zurück. Von den größeren Gebäuden der ältesten Schichten hatten sich nur wenige Reste erhalten. Falls es meroitische Tempel gegeben haben sollte, so wurden diese während der nachfolgenden X-Gruppen-Zeit zerstört und die öffentlichen Gebäude gerieten außer Funktion. In dieser Zeit ist eine Verschlechterung der Bausubstanz feststellbar. Die Siedlung scheint von einer Nilflut vernichtet worden zu sein. 
Während des christlichen Reiches von Nobatia wurde um 660 n. Chr. ein etwa 200 × 80 Meter großer Ort vollkommen neu errichtet. Die überwiegend aus Lehmziegeln auf geringen Bruchsteinsockeln errichteten Wohnhäuser waren im Unterschied zu den meroitischen Bauten kleiner und gruppierten sich eng an der Stelle der ehemaligen öffentlichen Gebäude auf der etwas erhöhten Inselmitte. Es entwickelte sich in christlicher Zeit eine dörfliche Siedlung, deren Einwohnerzahl auf 200 bis 400 geschätzt wird.
Vielleicht aus dem 7. Jahrhundert stammt der ursprüngliche Bau einer Kirche im Osten des Dorfes. Als Ausgleich für die Unebenheiten der Felsoberfläche standen die Lehmziegelwände auf einem niedrigen Sockel aus Bruchsteinen. Später wurde die Kirche vollkommen renoviert, der bisherige Plattenboden aus Bruchsteinen, wie er ähnlich in der Klosterkirche von ar-Ramal vorhanden war, wurde durch einen darüber aufgebrachten Estrichboden aus Nilschlamm ausgeglichen. Zur selben Zeit wichen die festen Hausstrukturen eher nachlässigen Bauweisen. Da diese Schichten relativ reiche Funde zeigen, hat dies wohl nicht mit einer Verarmung der Einwohner zu tun. In der Folgezeit wurden die Wohnhäuser jedoch wieder etwas stabiler. Im 12. oder 13. Jahrhundert entstand im Süden ein Kloster, das der zeitgenössische armenische Historiker Abu Salih erwähnt. Das Kloster soll Sankt Michael und Kosma gewidmet gewesen sein. 
Viele Häuser aus dünnen einreihigen Lehmziegelwänden konnten nicht mit den üblichen nubischen Gewölben überdeckt werden, sondern erhielten eine leichtere Flachdeckung aus einer Holzbalkenlage. Als stabilisierende Maßnahme der dünnen Lehmziegelmauern dienten Eckverstärkungen aus großen Steinblöcken, die sonst selten angebracht wurden. In der christlichen Spätphase besaßen einige Wohnhäuser in Nubien sehr niedrige Eingänge mit einer lichten Höhe von etwa 80 Zentimeter. Die Durchgänge zu den Apsisnebenräumen der Kirche auf der Nilinsel Kulubnarti waren ebenso niedrig und nur kriechend zu passieren. Ein als „Blockhaus“ bezeichnetes Gebäude aus Meinarti hatte mit 50 Zentimeter die geringste Eingangshöhe.
Der Ort wurde wohl 1286 verlassen, was eventuell auf Anordnung von König Semamun geschah, der Nubien vor einem bevorstehenden  Angriff der Mamluken evakuieren ließ. Der Ort wurde danach wieder besiedelt. In der Mitte des 14. Jahrhunderts war die Insel von Arabern bewohnt, die vermutlich die Fresken in der Kirche zerstörten. Die Araber wurden jedoch vertrieben und bis um 1500 lebte wiederum eine christliche Bevölkerung.
Die Insel blieb bis zu einer Neubesiedlung in der Mitte des 19. Jahrhunderts verlassen. Während der türkisch-ägyptischen Herrschaft hielten sich vor der Niederschlagung des Mahdi-Aufstands für kurze Zeit Soldaten der Garnison von Wadi Halfa in der mittelalterlichen Inselfestung auf.